# Touch Me Not

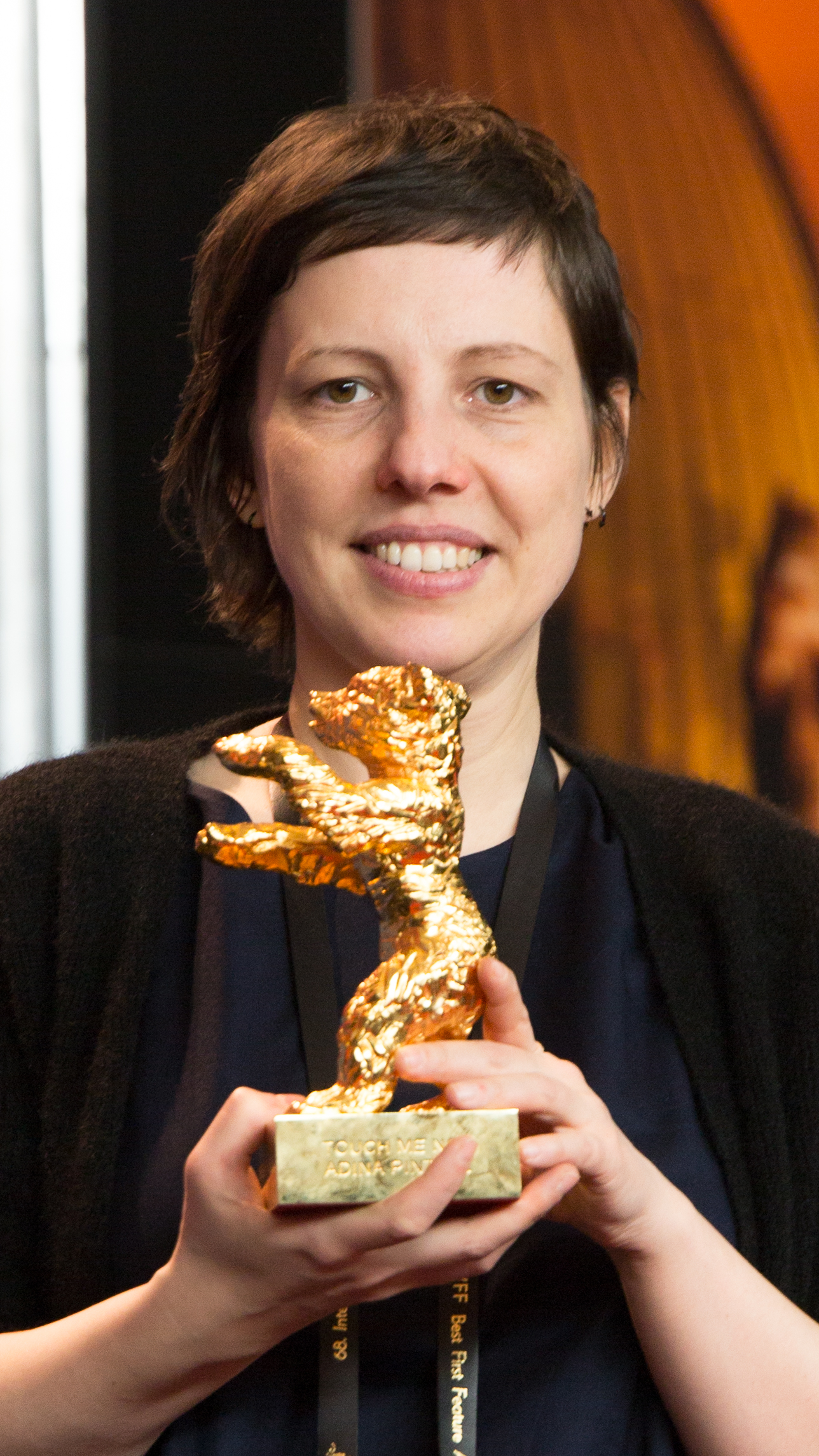
Adina Pintilie, reżyserka filmu, ze Złotym Niedźwiedziem (2018).

Touch Me Not – rumuńsko-bułgarsko-czesko-francusko-niemiecka koprodukcja z 2018 roku w reżyserii i według scenariusza debiutującej Adiny Pintilie. Film miał swoją premierę w konkursie głównym na 68. MFF w Berlinie, gdzie zdobył nagrodę główną, Złotego Niedźwiedzia.
Touch Me Not traktuje o ekshibicjonizmie, jest próbą przetestowania terapeutycznego potencjału obnażenia – cielesnego i emocjonalnego. Bohaterowie dzielą się swoimi najintymniejszymi myślami i – zupełnie dosłownie – stają nadzy naprzeciw włączonych kamer.
Odkrywając, poza tabu, istotną rolę, jaką odgrywa intymność w rozwoju człowieka, Touch Me Not ma na celu otworzyć nowe perspektywy, kształcić, promować tolerancję i wolność wypowiedzi, stworzyć przestrzeń do autorefleksji, prowokując widza do przewartościowania własnych pomysłów o intymności.
Reżyserka w wywiadzie z Piotrem Czerkawskim powiedziała, że podczas kręcenia filmu wraz z aktorami starali się zatrzeć granice pomiędzy fikcją i rzeczywistością, i że „jeśli po seansie "Touch Me Not" widz również nabierze dziecięcej ufności wobec drugiego człowieka, uznam, że jako artystka w pełni osiągnęłam swój cel”.

## Obsada[3]
- Laura Benson – Laura
- Tómas Lemarquis – Tudor
- Dirk Lange – Radu
- Hermann Mueller – Paul
- Christian Bayerlein – Christian
- Irmena Chichikova – Mona
- Seani Love – on sam

## Odbiór
W agregatorze Rotten Tomatoes film uzyskał 50% pozytywnych recenzji na bazie 14 opinii.
David Ehrlich z serwisu indieWire wstawił obrazowi Adiny Pintilie rangę C+, zarzucając mu, że „nie wskazuje na wszystkie holistyczne prawdy, ale pozostawia je frustrująco poza zasięgiem”. Za to Deborah Young z The Hollywood Reporter wyraziła się pozytywnie, nazywając film „bezlitośnie wciągającą wyprawą”.